# Балестра, Антонио
Анто́нио Бале́стра (итал. Antonio Balestra; 12 августа 1666, Верона — 21 апреля 1740, Верона) — итальянский художник академического направления: живописец, рисовальщик и гравёр в технике офорта. Работал в Риме, Венеции, Падуе и Вероне.

## Жизнь и творчество
Балестра родился в богатой семье коммерсантов. Прошёл университетский курс гуманитарных предметов (литература, риторика), обучался рисунку и живописи в мастерской Джованни Дзеффио.
С 1687 года жил и работал в Венеции; здесь в течение трёх лет он был учеником Антонио Беллуччи, затем вернулся в родной город. В 1691 году переехал из Вероны в Болонью, а затем в Рим, где стал учеником Карло Маратты. Римский академизм с элементами позднего барокко, присущий произведениям этого мастера, оказал значительное влияние на творчество Балестры. Среди других римских художников, способствовавших развитию индивидуального стиля Антонио Балестры, были болонские академисты Аннибале Карраччи и Доменикино.
В 1694 году гравюра Балестры «Низвержение Гигантов» получила премию римской Академии Святого Луки. В 1695 году художник возвратился Верону и основал там собственную художественную школу.
Картины Балестры посвящены прежде всего мифологическим и религиозным сюжетам. Вернувшись в Венецию в 1696 году, Антонио Балестра поселился в городе-лагуне и работал там до 1718 года, создав многие произведения, в том числе алтари для церквей Джезуити (1704), Сан-Марциале, Сан-Заккариа, Сан-Стае, работы, благодаря которым он был признан в Венеции выдающимся художником.
Его известность в Венеции была усилена созданием образа «Благовещения» для церкви Скальци. В те же годы художник написал две картины для Скуола Кармини Скуолы Гранде-деи-Кармини, и две других для Скуолы Гранде-делла-Карита, также картины, отправленные в Верону, «Святой Иоанн Креститель в пустыне» и ещё одно «Благовещение», похожее на то, которое было написано для Венеции.
Антонио Балестра писал также по заказам частных лиц и самых влиятельных венецианских семей, таких как Барбаро и Барбариго, вместе с крупнейшими венецианскими художниками того времени, Себастьяно Риччи и Джованни-Баттиста Пьяццеттой. Он также создал серию картин-басен для курфюрста Майнца Франца Лотара фон Шёнборна.
Между 1717 и 1718 годами он работал в Падуе. После этой работы Балестра вернулся в Верону, где работал в основном для церквей, но к нему поступало множество заказов и из других городов, таких как Бергамо, Брешиа и Мантуя.
Среди его учеников в Вероне позднее приобрели известность Пьетро Ротари и Джамбеттино Чиньяроли, в Венеции — Джузеппе Ногари, Маттиа Бортолони, Анджело Тревизани, Розальбу Каррьера.
Поздние картины Балестры классичны по Композиция (изобразительное искусство) композиции и написаны в светлых тонах. Своим поздним творчеством Балестра оказал влияние на Пьетро Лонги и Джамбаттиста Питтони.
Антонио Балестра оставил художественную автобиографию, рукопись которой хранится в библиотеке Аугуста в Перудже (Manoscritto autobiografico inviato all Abate Antonio Pellegrino

## Галерея

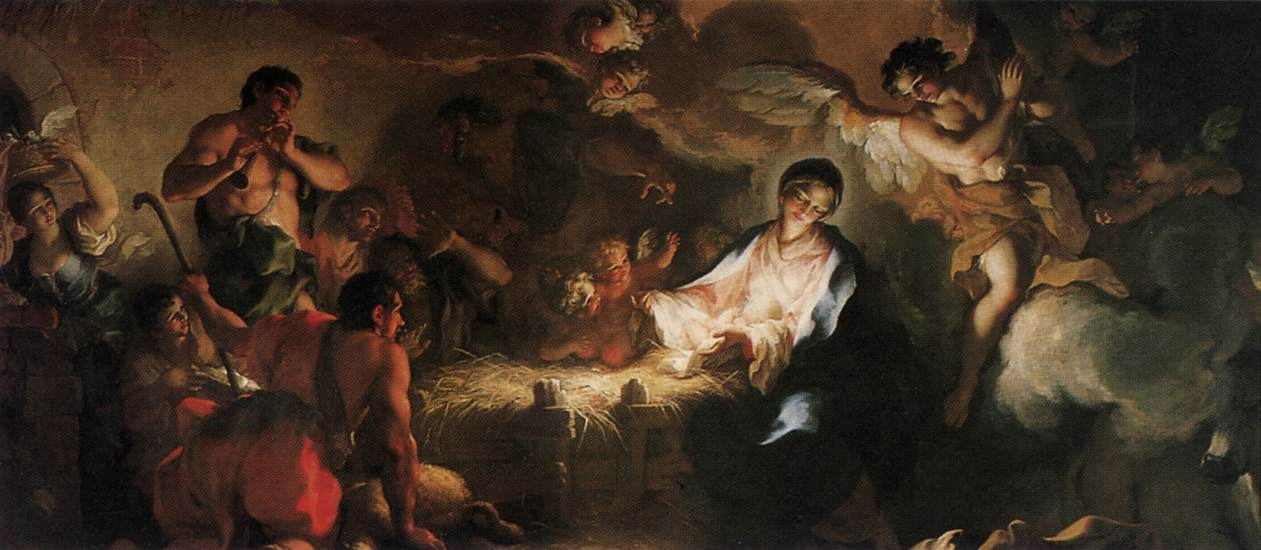
Поклонение пастухов. 1707. Холст, масло. Церковь Сан-Заккариа, Венеция
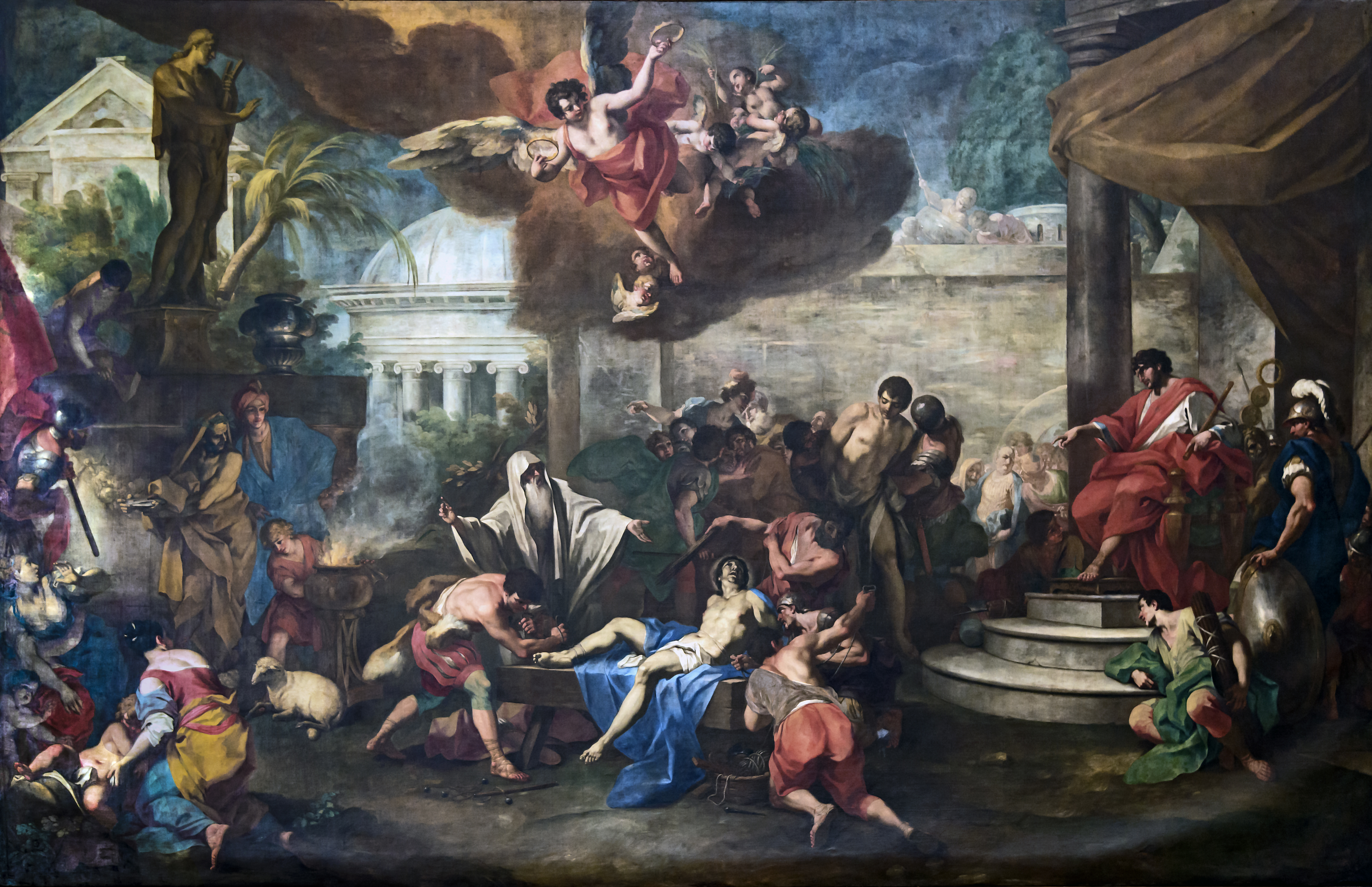
Мученичество святых Космы и Дамиана. 1718. Холст, масло. Базилика Санта-Джустина, Падуя
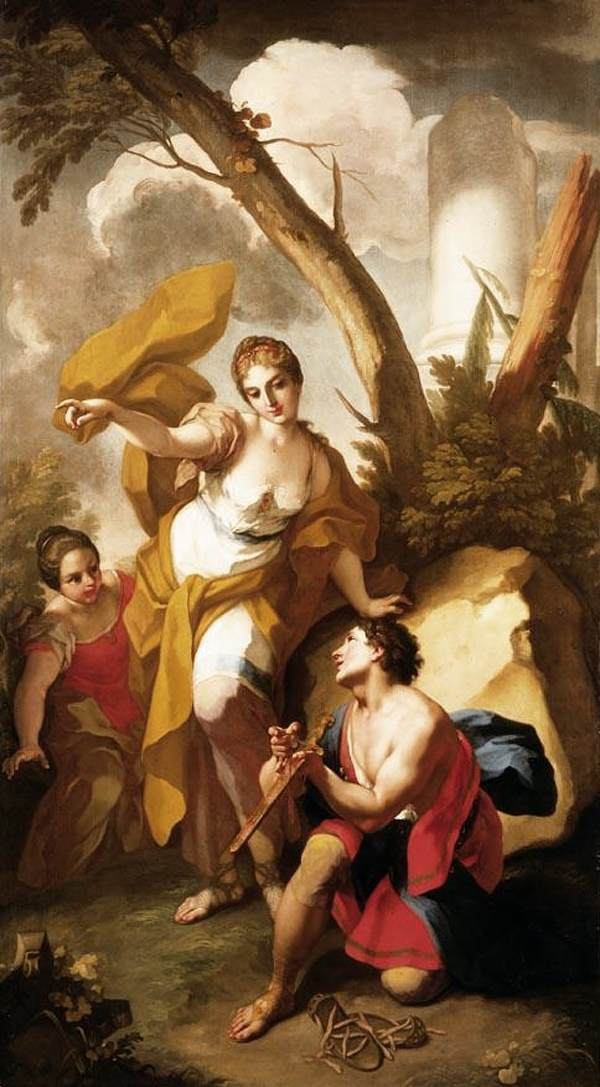
Тесей находит меч своего отца. 1730-е. Холст, масло
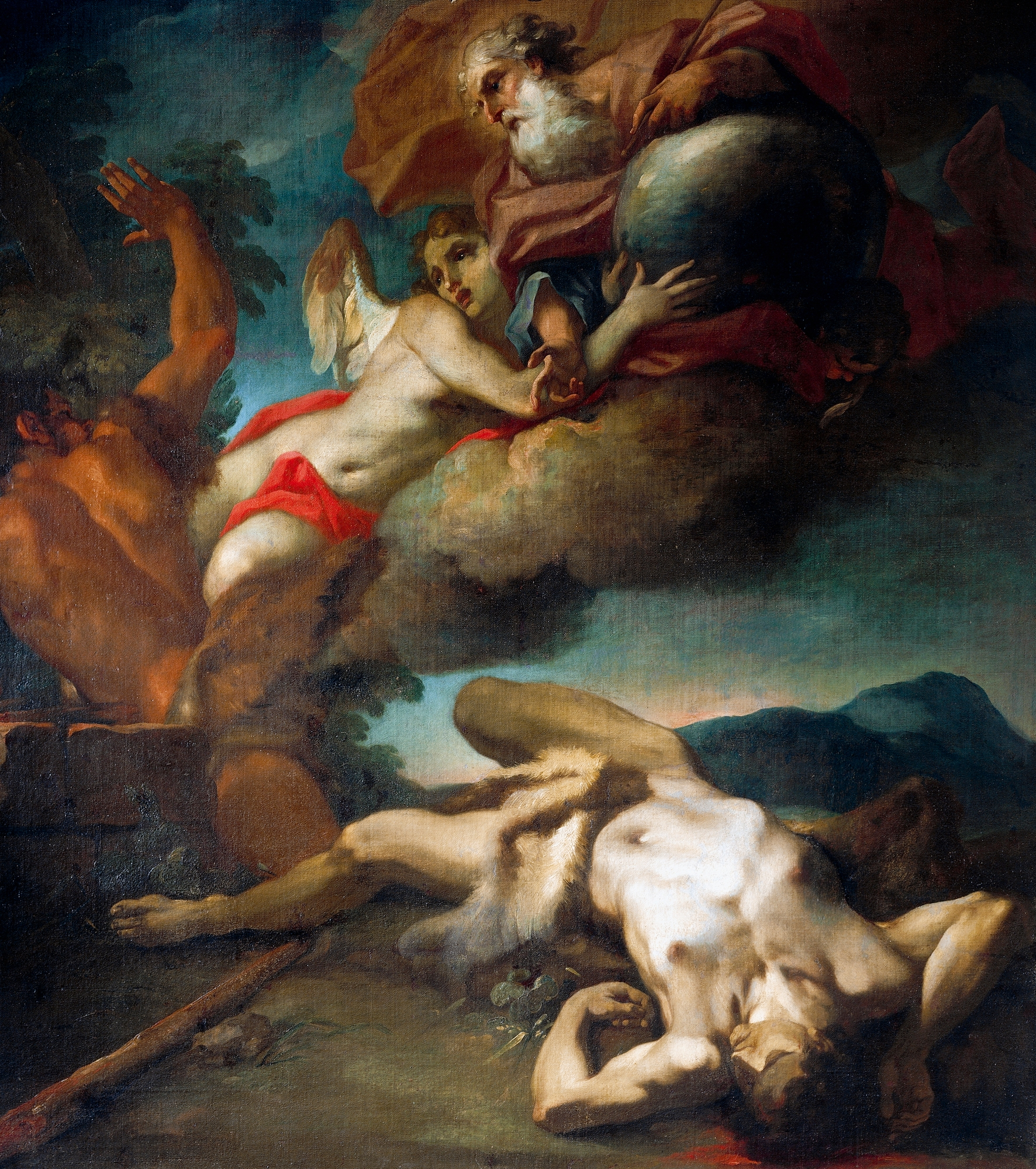
Душа Авеля покидает тело. Городской музей, Кастельвеккио
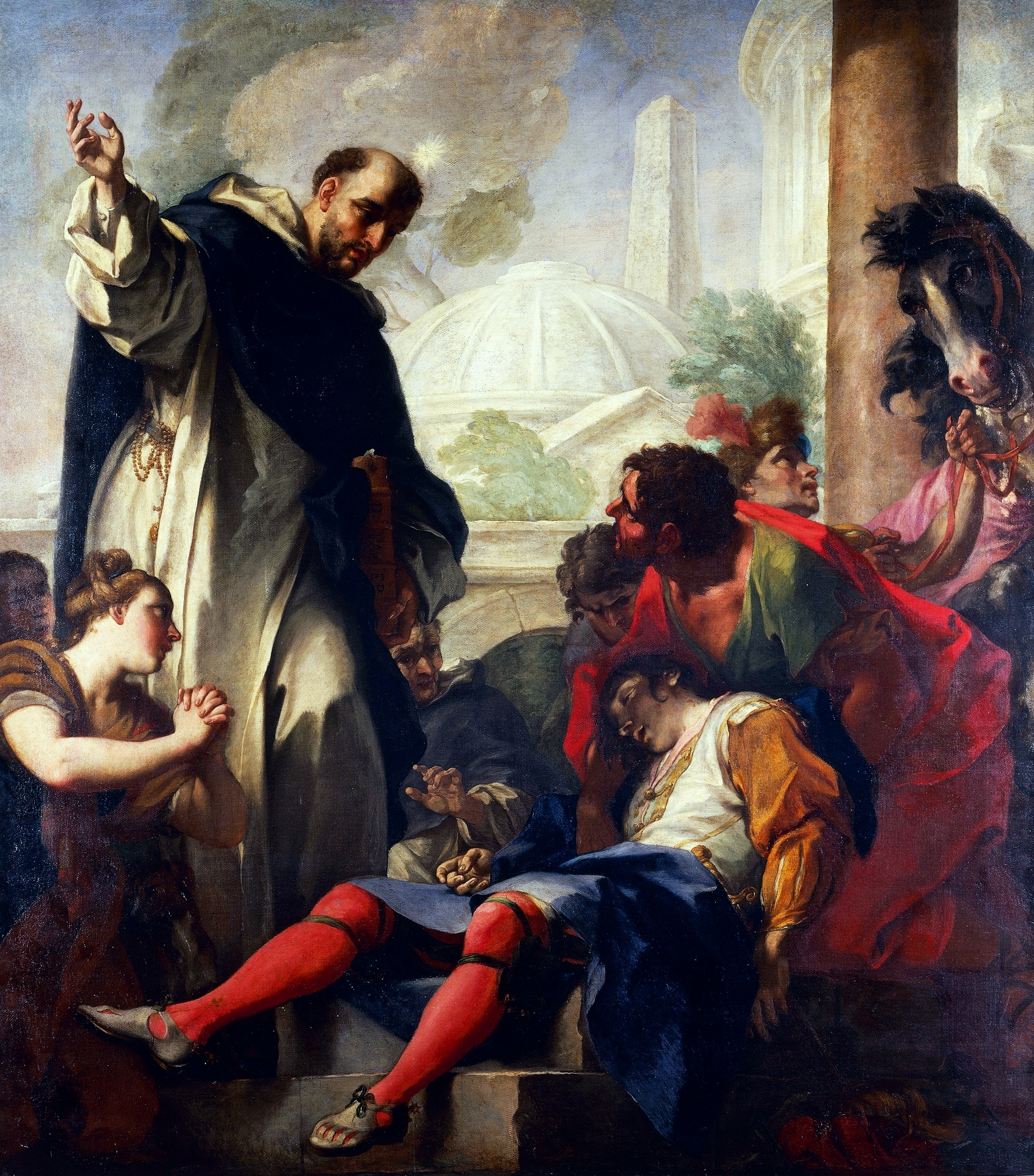
Чудо Святого Доминика. Городской музей, Кастельвеккио
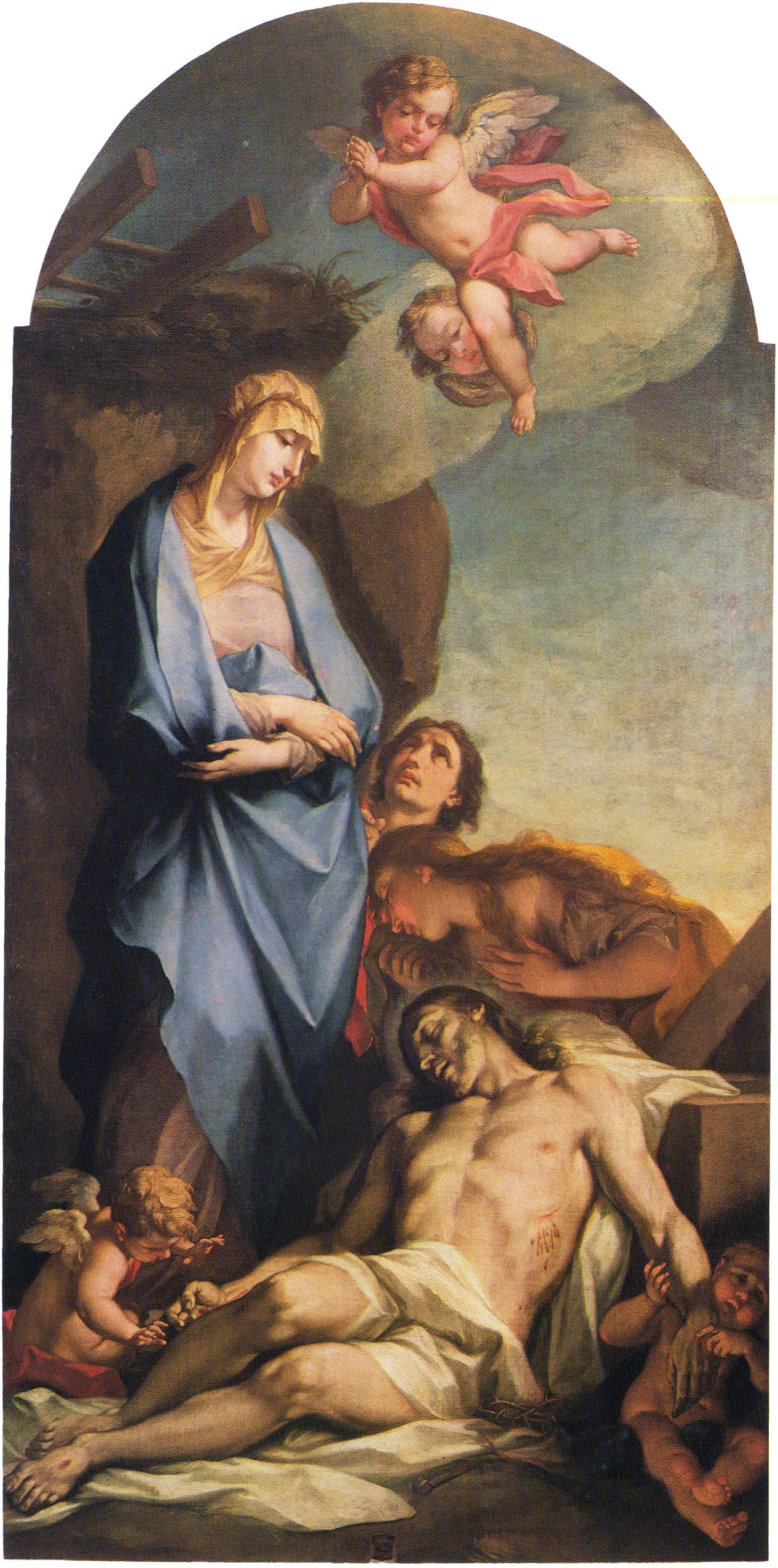
Скорбящая Дева и мертвый Христос. 1724. Холст, масло. Церковь Санта-Агата, Брешиа
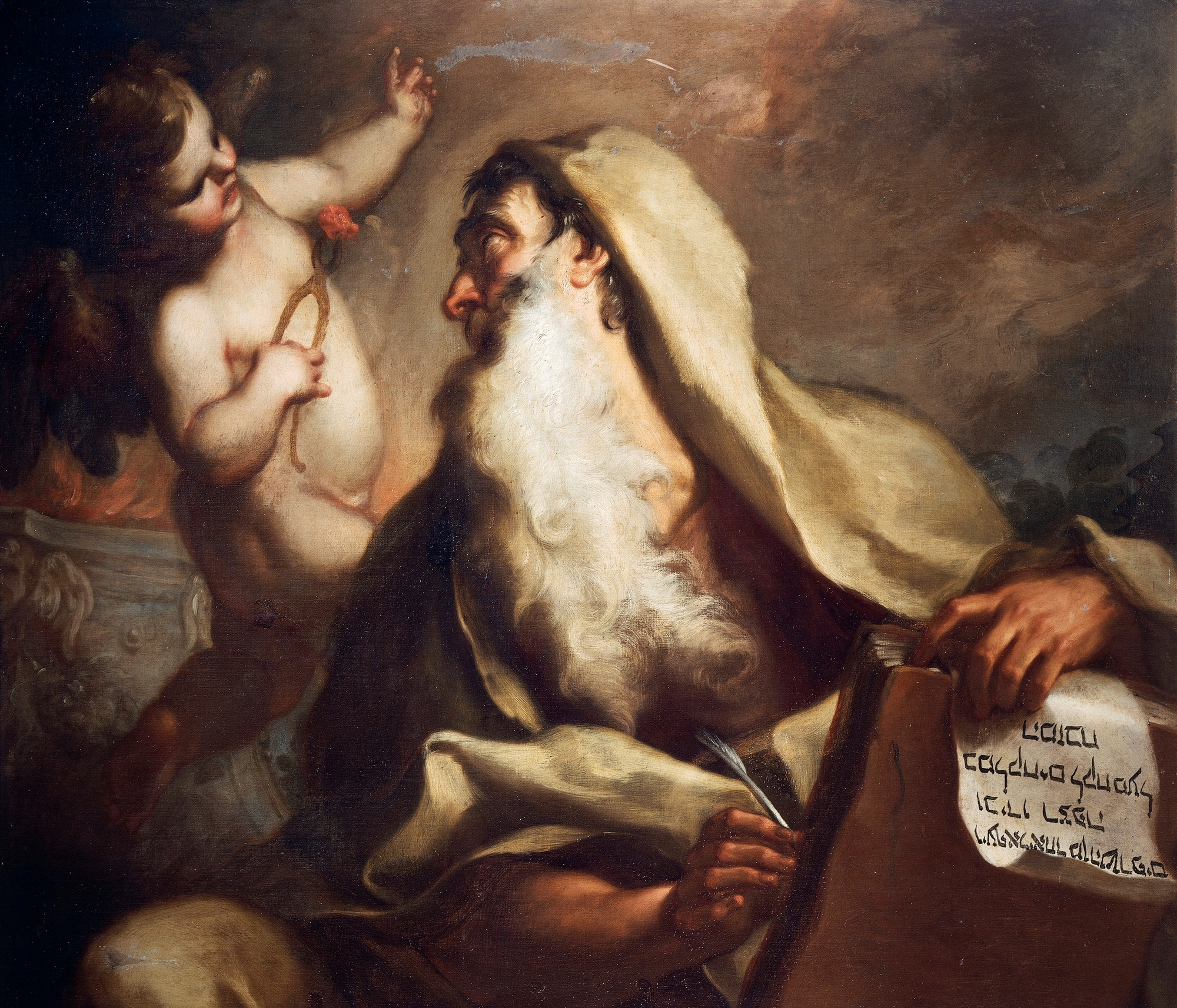
Пророк Исайя. Городской музей, Кастельвеккио